# Wojna polsko-czeska (1345–1348)
Wojna polsko-czeska 1345–1348 – konflikt zbrojny pomiędzy Janem Luksemburskim, królem Czech i jego następcą Karolem IV a Kazimierzem III Wielkim, królem Polski o Śląsk. Bezpośrednią przyczyną było uwięzienie czeskiego następcy tronu Karola Luksemburskiego oraz późniejszy atak na polskiego sojusznika – Bolka Małego.

## Przyczyny

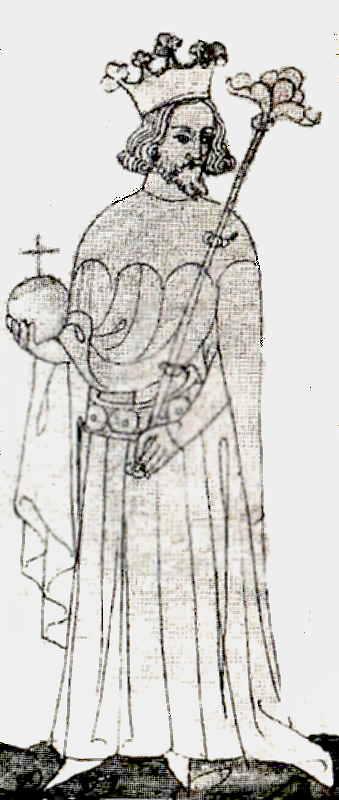
Jan Luksemburski

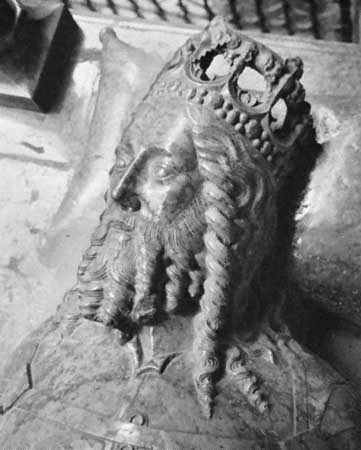
Kazimierz III Wielki

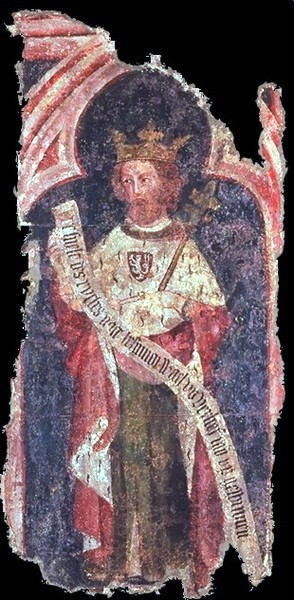
Karol IV Luksemburski

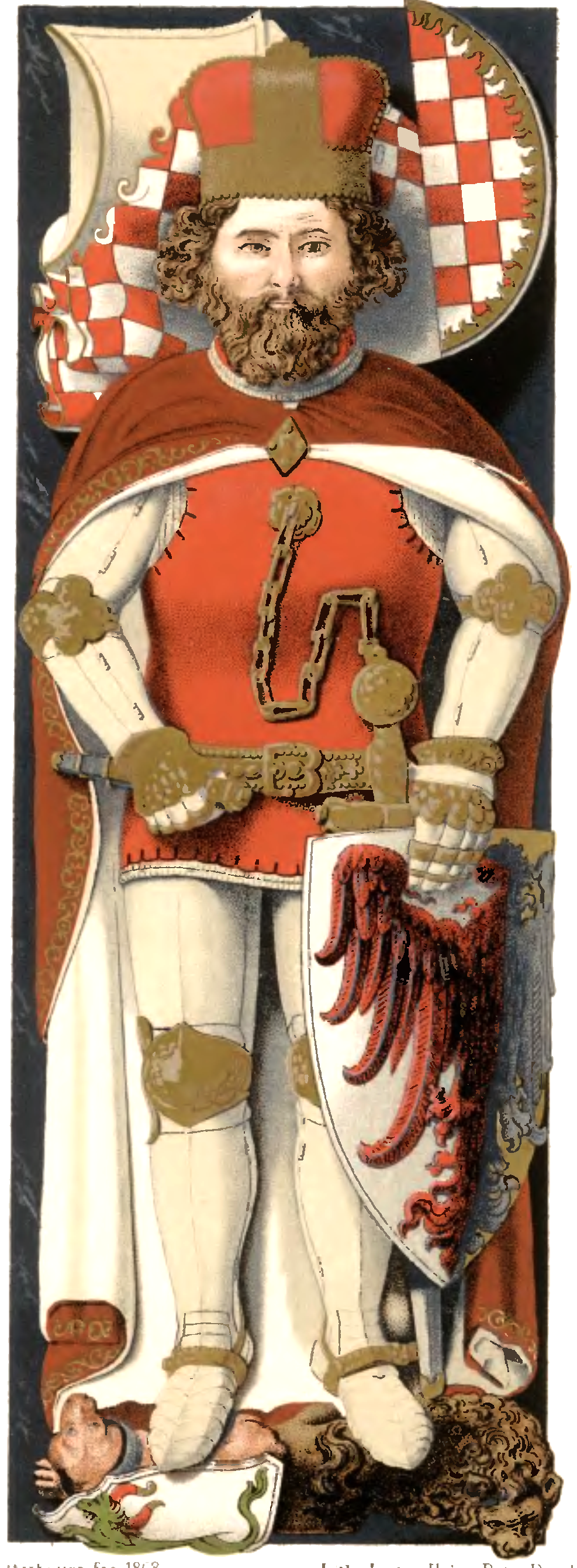
Bolko II Mały

Wybrany w 1342 roku papież Klemens VI nie uznawał godności cesarskiej Ludwika IV Bawarskiego i dążył do jego detronizacji. Zamiast niego forsował swego wychowanka Karola IV Luksemburskiego. Wprawdzie zjazd elektorów we Frankfurcie uznał prawomocność jego władzy w myśl przyjętej na zjeździe elektorów w Rhense zasady, że wybór cesarza nie wymaga konfirmacji papieskiej, ale stosunki Wittelsbachów z Luksemburgami stawały się coraz bardziej napięte. Jednym ze sprzymierzeńców tych pierwszych był książę świdnicki Bolko II Mały. Prawdopodobnie z jego inicjatywy doszło do ponownego zbliżenia polsko-brandenburskiego pod koniec 1344 roku. 1 stycznia 1345 roku król Polski Kazimierz III zawarł sojusz z cesarzem Ludwikiem IV Bawarskim wymierzony w Luksemburgów. Strony zobowiązały się udzielić sprzymierzeńcowi pomocy wojskowej określonej na czterystu zbrojnych i czterystu łuczników. Kazimierz miał ją świadczyć zarówno samemu cesarzowi, jak i jego synom. Obiecał uderzyć na wroga od strony własnego kraju i nie wchodzić w sojusze z Luksemburgami bez zgody cesarza Ludwika IV. Elementem układu był projekt małżeństwa córki Kazimierza Kunegundy i Ludwika rzymskiego, młodszego z synów cesarskich o tym imieniu. Ślub odbył się latem tegoż roku, więc układ wszedł w życie. Tym samym Kazimierz dołączył do antyluksemburskiej koalicji Wittelsbachów, Ludwika węgierskiego i Bolka Małego.
Stosunki polsko-czeskie stawały się coraz bardziej napięte. W marcu 1345 roku zapewne na polecenie Kazimierza uwięziono w Kaliszu powracającego z wyprawy do państwa zakonnego Karola Luksemburskiego. Pretekstem były niespłacone do końca, zaciągnięte w 1343 roku, długi królewicza czeskiego. Więzień rychło jednak zbiegł.

## Przebieg

### Walki na Dolnym Śląsku
W początkowej fazie konfliktu zarówno Polska jak i Czechy przeprowadziły ataki na sprzymierzone ze stroną przeciwną księstwa śląskie. Wojska Kazimierza III zdobyły Ścinawę, należącą do czeskiego lennika Henryka V Żelaznego. Wywołało to reakcję króla Jana czeskiego.
W kwietniu lub na początku maja 1345 roku Jan Luksemburski zaatakował Bolka Małego, zdobywając Kamienną Górę i paląc przedmieścia Świdnicy. W tym samym czasie książęta głogowski i oleśnicki przeprowadzili zakończony niepowodzeniem atak na Wschowę. W czerwcu 1345 r. wobec wkroczenia do wojny sojuszników i konieczności podziału wojsk czeskich Bolkowi Małemu udało się wytrzymać oblężenie Świdnicy. Nie odzyskał jednak Kamiennej Góry w ciągu dalszych 3 lat konfliktu.

### Atak Kazimierza na Górny Śląsk
W czerwcu, wspierany posiłkami węgierskimi i litewskimi, Kazimierz spustoszył w odwecie księstwo opawskie Mikołaja II opawskiego, puścił z dymem leżące w tym księstwie nieufortyfikowane miasta Pszczynę i Rybnik oraz przystąpił do oblężenia umocnionych Żor.
Król czeski Jan Luksemburski, zebrawszy dużą i dobrze uzbrojoną armię, wyruszył w kierunku Górnego Śląska. Wojska czeskie w nieznanym miejscu, zapewne w pobliżu omawianych ziem pokonały oddziały węgierskie i 29 czerwca 1345 Jan Luksemburski stanął obozem pod Wodzisławiem. Dotychczasowy stan badań nie pozwala stwierdzić, po której stronie opowiedziała się Piastówna Konstancja wodzisławska władająca w tym czasie ziemią wodzisławską i czy w tym czasie ucierpiało rządzone przez nią miasto i zamek wodzisławski. Zagadkowy jest jednak potwierdzony źródłowo pobyt całej rodziny Dytko – wójtów wodzisławskich w Krakowie w tym czasie. Przebywający w pobliżu Kazimierz bitwy nie przyjął, zwinął oblężenie Żor i zaczął się wycofywać w kierunku Krakowa. Być może miał nadzieję, że wojska czeskie zatrzymają się na granicy i nie wkroczą do Królestwa Polskiego.

### Walki w Małopolsce
Jan Luksemburski zwinął obóz pod Wodzisławiem i wyruszył ze swoją armią w kierunku polskiej stolicy w ślad za Kazimierzem. 12 lipca 1345 r. Czesi stanęli pod Krakowem i rozpoczęli trwające 8 dni oblężenie polskiej stolicy. W czasie tego najazdu czeskie podjazdy spaliły Miechów i wiele innych wsi. Jeszcze podczas oblężenia Krakowa jeden z czeskich oddziałów poniósł z ręki przybyłych na pomoc Węgrów porażkę pod Lelowem. Czesi przegrali także starcie we wsi Pogoń koło Będzina. Najwyraźniej straty czeskie były duże, bo Jan Luksemburski zarządził odwrót. Powodem niepowodzenia polskiej ofensywy z czerwca 1345 r. był brak wsparcia koalicjantów – cesarza i jego stronników (np. władcy Miśni) i związanego sojuszem z Kazimierzem margrabiego brandenburskiego. Do tego ostatniego Kazimierz wysłał w maju swoich posłów i zapewne ustalono plan współdziałania, którego margrabia Ludwik nie zrealizował.

## Rozejm
6 września 1345 r. w Pyzdrach zawarto obowiązujący do 11 listopada rozejm pomiędzy Kazimierzem i Bolkiem Małym a Janem Luksemburskim. Wzmacniająca pozycję cesarza wojna była bardzo nie na rękę Klemensowi VI, więc już 18 października wydał kilka bulli mających nakłonić skonfliktowane strony do przedłużenia rozejmu i rozpoczęcia pertraktacji pokojowych. W skierowanej do Kazimierza papież ganił króla za sojusz z niewiernymi Litwinami, wydanie córki za mąż za syna cesarskiego i zawarcie przymierza z obłożonym klątwą cesarzem. Dalej stwierdzał, że Wittelsbachowie nie dotrzymali warunków umowy, więc Kazimierz może ją zerwać. Zarówno Kazimierzowi, jak i Luksemburgom zapowiedział wysłanie swego nuncjusza w celu mediacji między Polską a Czechami. Jednak już 29 października papież ponownie zwrócił się do monarchów, prosząc o zachowanie pokoju aż do przybycia nuncjusza, które może się opóźnić i nastąpić dopiero po wygaśnięciu rozejmu. Nie wiadomo, czy władcy usłuchali wezwań papieża, czy nie podjęli dalszych działań wojennych ze względu na jesienną porę. Pomimo wygaśnięcia rozejmu walk nie wznowiono. Obie strony postanowiły czekać na rozwój wydarzeń.

### Walka dyplomatyczna
Co prawda przez kolejne dwa lata (1346–1347) nie wznowiono starć, ale pokoju również nie zawarto. W lutym 1346 roku zapewne w wyniku zabiegów Kazimierza książę bytomski Władysław wystawił dokument, w którym zapewniał, że nie udzieli pomocy Janowi Luksemburskiemu, Karolowi IV i księciu opawskiemu, póki nie zostanie zawarty pokój polsko-czeski. Kilka miesięcy później Bolko II Mały odziedziczył księstwo jaworskie. 22 maja Klemens VI wystawił kolejną bullę w sprawie konfliktu polsko-czeskiego. Odnosił się w niej do niezachowanego, wcześniejszego listu Kazimierza zawierającego deklarację gotowości do zawarcia pokoju. Stwierdzał przy tym, że Luksemburgowie byli właśnie w Awinionie, złożyli analogiczną deklarację i zdali się na papieski arbitraż w kwestii sporu z Polską, wyznaczając przy tym wadium w wysokości 10 000 grzywien na wypadek, gdyby się wyrokowi nie podporządkowali. W związku z tym papież zwrócił się do króla Polski, aby ten przysłał wyposażonych w odpowiednie pełnomocnictwa przedstawicieli oraz starał się o przedłużenie rozejmu lub zawarcie pokoju. Klemens VI zapowiedział też, że wyśle do Polski w tej sprawie swego legata. Nie wiadomo, czy wobec braku wsparcia ze strony Wittelsbachów, Kazimierz rzeczywiście chciał zawrzeć pokój, czy tylko grał na zwłokę. Pewne jest natomiast, że już latem nie musiał dążyć do normalizacji stosunków z Czechami, ponieważ – po ogłoszeniu przez papieża detronizacji Ludwika Bawarskiego – 11 lipca Karol Luksemburski został wybrany królem niemieckim, co powodowało skupienie uwagi Luksemburgów na sprawach Rzeszy. Dodatkowo 26 sierpnia 1346 roku w bitwie pod Crecy poległ Jan Luksemburski. Kazimierz i Bolko zyskali pewną swobodę działania. Korzystając z tego, Bolko Mały odzyskał Kamienną Górę. Przez kolejne miesiące pozorowano rokowania pokojowe. Sytuacja uległa zmianie dopiero 11 października 1347 roku wraz ze śmiercią cesarza Ludwika Bawarskiego. W tym momencie papiestwo straciło zainteresowanie polsko-czeskim konfliktem, a pozycja Karola IV bardzo się wzmocniła. Jednak Kazimierz, prawdopodobnie przewidując, że starania o uporządkowanie spraw Rzeszy i uzyskanie korony cesarskiej zajmą władcy czeskiemu jeszcze trochę czasu, zintensyfikował działania na Śląsku. Zapewne próbował pozyskać sobie przychylność książąt śląskich lub ludzi z ich otoczenia, bo 22 listopada Karol IV wystawił dokument wzywający śląskich wasali władcy do zaprzestania konfliktów wewnętrznych i nieudzielania poparcia ani posłuchu ludziom, którzy działają na szkodę znajdującego się pod bezpośrednią władzą Luksemburgów księstwa wrocławskiego. Obawy okazały się uzasadnione, gdyż pod koniec marca lub na początku kwietnia 1348 oddziały polskie zaatakowały księstwo wrocławskie, co oznaczało, że musiały po drodze przejść przez tereny co najmniej jednego księstwa śląskiego zależnego od Czech. Prawdopodobnie była to tylko demonstracja siły mająca na celu wzmocnienie pozycji przed rokowaniami pokojowymi. Zawarto wówczas krótkoterminowy, obowiązujący do 25 maja, rozejm pomiędzy Polską i księstwem świdnicko-jaworskim a Czechami. 7 kwietnia Karol IV wystawił w Pradze cztery dokumenty w sprawie Śląska. Trzema potwierdzał tyleż dokumentów wystawionych w 1290 roku przez Rudolfa I Habsburga (dotyczących: układu Henryka IV Probusa z Wacławem II odnośnie do sukcesji czeskiej w księstwie wrocławskim, przekazania przez Rudolfa spuścizny po Probusie Wacławowi II i oddania tej spuścizny w lenno Czechom). Czwarty akt ogłaszał inkorporację Śląska i Łużyc do Korony Królestwa Czeskiego. Dokument ten praktycznie nie wprowadzał żadnych zmian na Śląsku, był jednak niebezpieczny ze względu na jednakowe potraktowanie wszystkich księstw śląskich z pominięciem niezależności księstwa świdnicko-jaworskiego. Brak odpowiedzi zbrojnej na atak i wystawienie tylko aktów prawnych prawdopodobnie ośmieliły Kazimierza do dalszych działań zbrojnych. Wkrótce po wygaśnięciu rozejmu wojska polskie ponownie zaatakowały księstwo wrocławskie. Działania wojenne przedłużyły się do lata, ale Karol IV nie wyprawił się na Śląsk, ponieważ absorbowały go inne sprawy.

## Pokój namysłowski
Pod koniec lata lub na początku jesieni rozpoczęto negocjacje pokojowe. Zawarciem pokoju były zainteresowane obie strony, ponieważ Karol IV koncentrował się na sprawach niemieckich, a Kazimierz zamierzał, wobec bezskuteczności ataków na Śląsku, skupić siły na walce o Ruś. 22 listopada 1348 roku wojna została formalnie zakończona podpisaniem pokoju namysłowskiego. Traktat nie wprowadzał żadnych zmian terytorialnych.

## W kulturze
Wojna, w szczególności najazd czeski na księstwo świdnickie oraz XIV-wieczna historia księstwa jaworsko-świdnickiego jest tłem powieści historycznej Władysława Jana Grabskiego "Rapsodia Świdnicka".